# ドム・ヘミングウェイ
『ドム・ヘミングウェイ』（Dom Hemingway）は、2013年にイギリスで制作されたブラックコメディ・クライムドラマ映画。リチャード・シェパードが監督と脚本を務めた。
日本では劇場公開はされず、2015年2月4日にソフトレンタルが開始され、2015年7月3日にソフト発売がなされた。

## ストーリー
凄腕の金庫破りとしてその名を轟かせていたドム・ヘミングウェイは、ボスの身代わりとして入った刑務所での12年の刑期を終え、久しぶりに外の世界に舞い戻ってきた。早速ドムは、相棒のディッキーと共にボスの元へと向かい、身代わりとなった報酬をいただくのであった。そしてその夜、久しぶりの自由を楽しむかのようにドムは盛大に遊びまわるが、それも束の間、ドムは隙を突かれて報酬を持ち逃げされてしまう。こうして無一文となったドムは、疎遠となっていた娘のエヴリンを頼るために、親子関係の修復を図るが、長年の溝はそう簡単に埋まるものではないのであった。

## キャスト
※括弧内は日本語吹き替え
- ドム・ヘミングウェイ - ジュード・ロウ（森川智之）
- ディッキー - リチャード・E・グラント（田中秀幸）
- Mr. フォンテーヌ - デミアン・ビチル（石塚運昇）
- エヴリン - エミリア・クラーク（清水理沙）
- メロディ - ケリー・コンドン（舞山裕子）
- レスター - ジャメイン・ハンター
- ヒュー - ネイサン・スチュワート＝ジャレット